# マット・サイス
- マット・タイス

マシュー・ケビン・サイス（Matthew Kevin Thaiss, 1995年5月6日 - ）は、 アメリカ合衆国ニュージャージー州オーシャン郡ジャクソン・タウンシップ出身のプロ野球選手（捕手）。右投左打。MLBのタンパベイ・レイズ所属。
メディアによっては「タイス」と表記されることもある。

## 経歴

### プロ入り前
2013年のMLBドラフト32巡目（全体953位）でボストン・レッドソックスから指名されたが、この時は契約せずにバージニア大学へ進学した。

### プロ入りとエンゼルス時代
2016年のMLBドラフト1巡目（全体16位）でロサンゼルス・エンゼルスから指名され、プロ入り。アマチュア時代は捕手を務めていたが、プロ入り後は打力を活かすために一塁手にコンバートされた。契約後、傘下のパイオニアリーグのルーキー級オレム・オウルズでプロデビュー。A級バーリントン・ビーズでもプレーし、2チーム合計で67試合に出場して打率.292、6本塁打、43打点、3盗塁を記録した。
2017年はA+級インランド・エンパイア・シックスティシクサーズとAA級モービル・ベイベアーズでプレーし、2チーム合計で133試合に出場して打率.274、9本塁打、73打点、8盗塁を記録した。オフにはアリゾナ・フォールリーグに参加し、スコッツデール・スコーピオンズに所属した。
2018年はAA級モービルとAAA級ソルトレイク・ビーズでプレーし、2チーム合計で125試合に出場して打率.280、16本塁打、76打点、8盗塁を記録した。
2019年は開幕をAAA級ソルトレイク・ビーズで迎えた。7月3日にメジャー契約を結んでアクティブ・ロースター入りすると、同日のテキサス・レンジャーズ戦にて「7番・三塁手」で先発出場してメジャーデビュー（この試合は3打数1安打）。この年メジャーでは53試合に出場して打率.211、8本塁打、23打点を記録した。
2020年はメジャーで8試合にのみ出場し、打率.143、出塁率.280、長打率.286、OPS.566にとどまった。
2021年も開幕をAAA級ソルトレイクで迎えた。7月28日にメジャーに昇格するが、メジャーではわずか2試合の出場にとどまり、8月2日にAAA級ソルトレイクに降格した。このとき、チームの事情により一塁手からプロ入り前のポジションである捕手にコンバートされている。9月30日、この年の先発を終えたジャンソン・ジャンクと入れ替わりでメジャー昇格した。監督のジョー・マドンはメジャー昇格後もサイスを内野手ではなく捕手として出場させる方針を示した。
2022年は40人枠内の選手としてスプリングトレーニングに参加したが、3月30日にAAA級ソルトレイクに配属され、マイナーで開幕を迎えることとなった。8月にメジャーに昇格し、控えの捕手兼控えの内野手としてシーズン終了まで出場を続けた。
2023年からそれまで着けていた背番号12を新加入のハンター・レンフローが着用することになったため、背番号が21に変更となった。この年の開幕ロースター入りをベテラン捕手のマックス・スタッシやルーキー捕手のローガン・オーハッピーらと争っていたが、サイスのマイナーオプションが切れていることに加えスタッシが臀部の張りが原因で故障者リスト入りしたことに伴い、キャリア初の開幕ロースター入りを果たした。この年は自己最多の95試合に出場して、打率.214、9本塁打、31打点、OPS.659を記録した。
2024年は57試合の出場にとどまり、打率.204、２本塁打、OPS.622と成績を落とした。オフの11月14日にチームがケビン・ニューマンを獲得したことに伴い、DFAとなった。

### ホワイトソックス時代
2024年11月20日に金銭トレードでシカゴ・カブスへ移籍したが、12月17日に再び金銭とのトレードで同じくシカゴに本拠地を置くシカゴ・ホワイトソックスへ移籍した。ホワイトソックスでは、2025年のシーズン開幕から35試合に出場して打率.212、1本塁打、8打点、1盗塁を記録した。

### レイズ時代
2025年5月27日にドルー・ベイカーとのトレードで、タンパベイ・レイズへ移籍した。

## 詳細情報

### 年度別打撃成績
| 年 度    | 球 団    | 試 合 | 打 席 | 打 数 | 得 点 | 安 打 | 二 塁 打 | 三 塁 打 | 本 塁 打 | 塁 打 | 打 点 | 盗 塁 | 盗 塁 死 | 犠 打 | 犠 飛 | 四 球 | 敬 遠 | 死 球 | 三 振 | 併 殺 打 | 打 率 | 出 塁 率 | 長 打 率 | O P S |
| -------- | -------- | ----- | ----- | ----- | ----- | ----- | -------- | -------- | -------- | ----- | ----- | ----- | -------- | ----- | ----- | ----- | ----- | ----- | ----- | -------- | ----- | -------- | -------- | ----- |
| 2019     | LAA      | 53    | 164   | 147   | 17    | 31    | 7        | 0        | 8        | 62    | 23    | 0     | 0        | 0     | 0     | 17    | 0     | 0     | 52    | 4        | .211  | .293     | .422     | .714  |
| 2020     | LAA      | 8     | 25    | 21    | 3     | 3     | 0        | 0        | 1        | 6     | 1     | 0     | 0        | 0     | 0     | 4     | 0     | 0     | 8     | 1        | .143  | .280     | .286     | .566  |
| 2021     | LAA      | 3     | 8     | 7     | 1     | 1     | 0        | 0        | 0        | 1     | 0     | 0     | 0        | 0     | 0     | 1     | 0     | 0     | 1     | 0        | .143  | .250     | .143     | .393  |
| 2022     | LAA      | 29    | 81    | 69    | 9     | 15    | 1        | 0        | 2        | 22    | 8     | 1     | 0        | 0     | 1     | 11    | 1     | 0     | 24    | 2        | .217  | .321     | .319     | .640  |
| 2023     | LAA      | 95    | 307   | 262   | 32    | 56    | 6        | 0        | 9        | 89    | 31    | 2     | 0        | 0     | 3     | 36    | 1     | 6     | 83    | 4        | .214  | .319     | .340     | .659  |
| 2024     | LAA      | 57    | 186   | 157   | 14    | 32    | 9        | 0        | 2        | 47    | 16    | 3     | 0        | 0     | 1     | 28    | 0     | 0     | 58    | 2        | .204  | .323     | .299     | .622  |
| MLB：6年 | MLB：6年 | 245   | 771   | 663   | 76    | 138   | 23       | 0        | 22       | 227   | 79    | 6     | 0        | 0     | 5     | 97    | 2     | 6     | 226   | 13       | .208  | .313     | .342     | .655  |

- 2024年度シーズン終了時

### 年度別守備成績
捕手守備
| 年 度 | 球 団 | 捕手（C） | 捕手（C） | 捕手（C） | 捕手（C） | 捕手（C） | 捕手（C） | 捕手（C） | 捕手（C） | 捕手（C） | 捕手（C） | 捕手（C） |
| 年 度 | 球 団 | 試 合     | 刺 殺     | 補 殺     | 失 策     | 併 殺     | 守 備 率  | 捕 逸     | 企 図 数  | 許 盗 塁  | 盗 塁 刺  | 阻 止 率  |
| ----- | ----- | --------- | --------- | --------- | --------- | --------- | --------- | --------- | --------- | --------- | --------- | --------- |
| 2022  | LAA   | 14        | 96        | 3         | 0         | 0         | 1.000     | 0         | 8         | 5         | 3         | .375      |
| 2023  | LAA   | 82        | 596       | 14        | 8         | 0         | .987      | 2         | 41        | 34        | 7         | .171      |
| MLB   | MLB   | 96        | 692       | 17        | 8         | 0         | .989      | 2         | 49        | 39        | 10        | .204      |

内野守備
| 年 度 | 球 団 | 一塁（1B） | 一塁（1B） | 一塁（1B） | 一塁（1B） | 一塁（1B） | 一塁（1B） | 二塁（2B） | 二塁（2B） | 二塁（2B） | 二塁（2B） | 二塁（2B） | 二塁（2B） | 三塁（3B） | 三塁（3B） | 三塁（3B） | 三塁（3B） | 三塁（3B） | 三塁（3B） |
| 年 度 | 球 団 | 試 合      | 刺 殺      | 補 殺      | 失 策      | 併 殺      | 守 備 率   | 試 合      | 刺 殺      | 補 殺      | 失 策      | 併 殺      | 守 備 率   | 試 合      | 刺 殺      | 補 殺      | 失 策      | 併 殺      | 守 備 率   |
| ----- | ----- | ---------- | ---------- | ---------- | ---------- | ---------- | ---------- | ---------- | ---------- | ---------- | ---------- | ---------- | ---------- | ---------- | ---------- | ---------- | ---------- | ---------- | ---------- |
| 2019  | LAA   | 13         | 80         | 5          | 0          | 2          | 1.000      | -          | -          | -          | -          | -          | -          | 43         | 16         | 54         | 7          | 5          | .909       |
| 2020  | LAA   | 2          | 14         | 1          | 0          | 2          | 1.000      | 1          | 0          | 3          | 1          | 0          | .750       | 1          | 0          | 0          | 0          | 0          | ----       |
| 2021  | LAA   | 2          | 17         | 1          | 0          | 0          | 1.000      | -          | -          | -          | -          | -          | -          | -          | -          | -          | -          | -          | -          |
| 2022  | LAA   | 11         | 57         | 3          | 0          | 4          | 1.000      | -          | -          | -          | -          | -          | -          | 3          | 2          | 3          | 0          | 1          | 1.000      |
| 2023  | LAA   | 3          | 18         | 0          | 0          | 1          | 1.000      | -          | -          | -          | -          | -          | -          | -          | -          | -          | -          | -          | -          |
| MLB   | MLB   | 31         | 186        | 10         | 0          | 9          | 1.000      | 1          | 0          | 3          | 1          | 0          | .750       | 47         | 18         | 57         | 7          | 6          | .915       |

左翼守備
| 年 度 | 球 団 | 左翼（LF） | 左翼（LF） | 左翼（LF） | 左翼（LF） | 左翼（LF） | 左翼（LF） |
| 年 度 | 球 団 | 試 合      | 刺 殺      | 補 殺      | 失 策      | 併 殺      | 守 備 率   |
| ----- | ----- | ---------- | ---------- | ---------- | ---------- | ---------- | ---------- |
| 2020  | LAA   | 1          | 1          | 0          | 0          | 0          | 1.000      |
| MLB   | MLB   | 1          | 1          | 0          | 0          | 0          | 1.000      |

- 2023年度シーズン終了時

### 背番号
- 23（2019年 - 2021年）
- 12（2022年）
- 21（2023年 - 2024年）
- 29（2025年 - 同年5月26日）
- 34（2025年5月29日 - ）